# Heinrich Wilhelm von Gerstenberg
Heinrich Wilhelm von Gerstenberg (født 3. januar 1737 i Tønder, død 1823 i Altona) var tysk digter.

## Liv og karriere
Hans far var vagtmester og hed også Heinrich Wilhelm von Gerstenberg. Heinrich Wilhelm von Gerstenberg. gik først i skole i Husum, derefter 1751-57 i gymnasiet i Altona. Allerede i skolen skrev han vers, og ved sin afgang der fra oplæste han en afskedsode, Der Sieg der Musen. Med et par velstående tanters understøttelse kom han på universitetet i Jena for at studere jura og blev her medlem af et i 1730 stiftet poetisk selskab. I denne kreds opstod hans kedelige Prosaische Gedichte (1759) og den i rokokostil forfattede blanding af vers og prosa, som bærer titelen Tändeleien (1759), samt hans første dramatiske forsøg, Turnus. De juridiske studier, som han næppe havde gjort meget ved, afbrødes ved den glimrende succes, han opnåede med Tändeleien, der blev rost af Gotthold Ephraim Lessing i Literaturbriefe. Efter også at have forsøgt sig som kritiker i sin ven Christian Felix Weisses BiblIothek der schönen Wissenschaften vendte han i efteråret 1759 tilbage til Holsten, hvor hans tante ejede en lille gård i nærheden af Hohenwestedt vest for Neumünster, men landlivet synes ikke at have fængslet ham længe, og i 1754 ser vi ham som kornet i dansk militærtjeneste.
Begyndelsen på hans militære løbebane var lovende nok: 1760 blev han kornet, 1765 secondritmester i Oldenborgske Kyrasserregiment og ved dettes opløsning 1767 forsat til Sjællandske Dragonregiment. I det korte og ublodige felttog mod Rusland i sommeren 1762 erhvervede han sig som adjudant general, grev Saint-Germains velvilje, avancerede til ritmester og fik sikker udsigt til at blive ansat som referent for de holstenske militæranliggender i krigsdepartementet. I tillid til denne gode udsigt havde han i 1765 giftet sig med Sophie Trochmann, datter af rådmand Trochmann i Slesvig by; men da Frederik 5. døde, og Saint-Germain gik af, blev alt anderledes. I stedet for at få den lovede, godt lønnede plads blev han sat på ventepenge, og dette uventede slag blev betydningsfuldt for hele hans fremtid, i det den gæld, han havde haft ved brylluppet, voksede hvert år med den tiltagende børneflok og forfulgte ham som en ond skæbne, selv efter at han havde opnået et embede, således at han egentlig hele sit liv igennem kom til at kæmpe med pengesorger. Hans forfattervirksomhed, som i hans soldatertid havde været mangfoldig og til dels original, lammedes af pengenøden, og når man læser hans tragedie Ugolino med det mærkelige, fra Dante lånte sujet Sultedød, skulle man næsten tro, at han havde været påvirket af tanken om, hvorledes det kunne gå ham selv og hans familie.
Som officer lå Gerstenberg først i Slesvig; her skrev han under pseudonymet "Ole Madsen" en lille Handbuch für einen Reuter (1763) samt efter anakreontikeren Johann Wilhelm Ludwig Gleims forbillede Kriegslieder eines kön. dänischen Grenadiers bei Eröffnung des Feldzugs 1762 (1763), 3 små digte i alt. Sammen med sin general var Gerstenberg gentagne gange kommet til København og bleven indført i den tyske kreds, som Bernstorff havde draget til hovedstaden; og da han i 1763 for alvor flyttede der til, modtoges han med åbne arme i denne kreds, blandt andet af Friedrich Gottlieb Klopstock, J.A. Cramer og J.H. Schlegel, og bidrog selv tillige med sin unge hustru, der var lige så musikalsk begavet som han selv, i høj grad til at oplive det selskabelige samliv, så at det unge pars ”hytte” i Lyngby blev et yndet samlingssted for den tyske kreds fra Bernstorff Slot. I denne periode nåede Gerstenbergs digterberømmelse sit toppunkt. I 1765 skrev han en fri oversættelse efter Beaumont og Fletcher, Die Braut; i de næste 3 år skrev han sine mest bekendte digtninger, nemlig Der Skalde (1766), Ariadne auf Naxos (1765) og Ugolino (1768), og gjorde samtidig, om end kun forbigående, opsigt med sine Briefe üb. Merkwürdigkeiten der Litteratur (1766-67), hvori han stræbte at indføre smag for nordisk oldtid og mytologi i den tyske litteratur. Digtet Der Skalde er dediceret til hans ven, hofpræst, senere universitetskansler i Kiel, digteren J.A. Cramer, på hvis landgods Sandholm ved Sjælsø i Nordsjælland han havde fundet et par kæmpehøje i skoven, som satte ham i skjaldestemning. Digtet har ikke stor poetisk betydning, men Gerstenberg blev derved den første tyske barde, og af ham er Klopstock først bleven påvirket i denne retning. "Ariadne" er en tragisk kantate, som i sin tid jævnlig blev opført til musik af forskellige, og var det første tyske melodrama. Af en piece fra 1770, hvori Gerstenberg kritiserer det italienske syngespil, samt af breve fremgår, at han tænkte på at skabe et sammenarbejdet hele af tekst og musik, ja, at han endog tænkte sig muligheden af en programmusik uden ord. Tragedien Ugolino er et sært virtuosnummer, et kunststykke snarere end et kunstværk; det mangler den tragiske skyld, den rette tragiske spænding og en egentlig tragisk løsning; det er med ét ord kun pinligt; ikke desto mindre blev det spillet med stor succes i Berlin i 1769.
Af de omtalte holstenske litteraturbreve skrev Gerstenberg det meste selv, skønt han gerne ville give det udseende af, at han havde en masse medarbejdere på forskellige steder; iblandt medarbejderne vare etatsråd C. Fleischer og overkrigskommissær P. Kleen, sammen med hvilke han i 1765 udgav den sorøske Samling af Skrifter til de skjønne Videnskabers og det danske Sprogs Opkomst. Det betydeligste bidrag i litteraturbrevene er Gerstenbergs egne betragtninger over Shakespeare, hvortil der oprindelig var knyttet en meget nedsættende bedømmelse af Wielands Shakespeare-oversættelse, som fremkaldte en flerårig litterær fejde imellem de to digtere. I årene 1768-70 skrev Gerstenberg recensioner til Neue Zeitung i Hamborg, hvis redaktør ønskede at knytte ham fast til bladet, men et tilbud om fast ansættelse i den danske statstjeneste trak stærkere, og han blev i København. I 1769 blev Wilhelm sekretær i Tyske Kancelli og 1770 sekretær ved gehejmekonferencen. Under Johann Friedrich Struensees ministerium udnævntes han i 1771 til kommiteret i det tyske kammer under Finanskollegiet. Efter Struensees fald, hvoraf han blev uberørt, blev han medlem af kommercedeputationen og i 1773 kommitteret og tysk sekretær i det på ny organiserede Rentekammer og endelig i 1775 udnævnt til dansk resident og konsul i Lübeck.
I denne stilling kunde han godt have fundet det fornødne otium til litterære sysler, hvis han blot var blevet frigjort for det gamle økonomiske tryk. Hans musikalske anlæg og tilbøjelighed, hans udstrakte omgang, som her forøgedes med medlemmerne af "Göttinger Hainbund", hans storartede gæstfrihed i forbindelse med de stedse stigende krav, som 7 opvoksende børn og en sygelig hustru nødvendigvis måtte stille, forøgede vistnok gælden fra år til andet. Indflydelsesrige venner i hovedstaden søgte endelig at hidføre en grundforbedring i Gerstenbergs kår ved i 1783 at skaffe ham tilladelse til – tvært imod al skik og brug – at sælge sit embede for 20000 Thaler. Dermed ville Gerstenberg have været ude over alle vanskeligheder, hvis han havde fået et andet embede, men den yngre Bernstorff og Schimmelmann anså ham – ikke uden grund – for upålidelig i pengesager og lidet energisk af karakter; forgæves søgte han et amtmandsembede, forgæves blev han i 1788 indstillet til bibliotekar ved det store kongelige bibliotek (sammen med Jacob Baden og Daniel Gotthilf Moldenhawer). Gerstenberg, som knap nok havde bjærget det halve af salgssummen for sit embede, blev nu en urolig projektmager, som forsøgte snart det ene og snart det andet, uden at gennemføre noget. Da hans kone var død i Eutin 1785, hvor han foreløbig var flyttet hen, tænkte han endog på at bringe sine affærer på fode ved et rigt parti, men også dette glippede. Her i Eutin kom han imidlertid til at omgås meget med digteren Voss, som var rektor her, og som ved sin roligere og mere energiske naturs indflydelse fik ham til at udarbejde sit sidste poetiske udkast, det tragiske melodrama Minona od. die Angelsachsen (1785), som han selv anså for sit bedste skrift, men heller ikke her havde han held med sig; det kolde, udvandede og langtrukne produkt vandt aldrig bifald. I efteråret 1786 flyttede Gerstenberg til Altona og endelig, 3 år efter, kronedes hans uafladelige ansøgninger og hans venners bestræbelser med held; han blev i 1789 udnævnt til justitsdirektør ved lottoet. Her i Altona fandt han også i 1796 en anden hustru, en anden moder til sine børn og en trofast plejerske på sine gamle dage, nemlig Sophie Stemann, datter af en holstensk købmand, der var bleven ruineret i England under kolonialkrigen. Forbindelsen med denne ædle kvinde skaffede ham en nogenlunde rolig og lykkelig alderdom, medens hans usvækkede syn og hans næsten ubegrænsede frihed tillod ham at arbejde med sine yndlingsstudier; men digte ville han ikke mere, og det var kun med vanskelighed, at hans ven Gähler fik ham til at udgive det bedste af sine skrifter i 3 små bind under titel Vermischte Schriften (1815-16). Hvad han studerede, var filosofi, især metafysik; læsningen af Kants skrifter foryngede ham i den grad, at han endog i tresserne tænkte på at søge et filosofisk professorat i Kiel. Sine filosofiske skrifter har han for det meste selv tilintetgjort; der findes kun trykt nogle få korte afhandlinger. Han døde i november 1823 og ligger begravet på kirkegården i Altona. Udrustet med et mangesidigt talent, en omfattende litteraturkundskab og en sjælden evne til at forme sit sprog ville denne mand måske være bleven en af sin tids store digtere, hvis han havde ejet en Lessings energi og faste tro på sig selv.